# Robert II. Burgundský
Robert II. Burgundský (francouzsky Robert II de Bourgogne, 1248? – 9. října 1305 či 21. března 1306 Vernon-sur-Sein) byl burgundský vévoda a titulární král soluňského království. Na dvoře francouzského krále zastával funkci nejvyššího komořího.

## Život
Narodil se jako nejmladší syn vévody Huga IV. a jeho první choti Jolandy, dcery Roberta z Dreux. Oba starší bratři zemřeli bez mužského potomstva a proto Robert po otcově smrti roku 1272 přebral vévodství. Téhož roku se zřejmě zasnoubil s Anežkou, dcerou krále Ludvíka. Roku 1285 se účastnil osudné válečné výpravy svého švagra Filipa proti aragonskému království a v letech 1297, 1302 a 1304 tažení do Flander.
Zemřel roku 1305 a byl pohřben v cisterciáckém klášteře Citeaux. Vdova Anežka se za nezletilého syna Huga stala regentkou vévodství a významně ovlivňovala politiku svých synů i po dosažení jejich zletilosti.